# Jezioro Leśne (powiat wałecki)
Jezioro Leśne – jezioro w woj. zachodniopomorskim, w powiecie wałeckim, w gminie Człopa, leżące na terenie Pojezierza Wałeckiego.

## Dane morfometryczne
Powierzchnia zwierciadła wody według różnych źródeł wynosi od 7,7 ha przez 7,99 ha do 8,5 ha.
Zwierciadło wody położone jest na wysokości 68,5 m n.p.m. lub 68,6 m n.p.m. Wartość podawana 66,5 m n.p.m. podawane w jednym źródle jest najprawdopodobniej błędna- błąd przepisania z mapy. Średnia głębokość jeziora wynosi 2,7 m, natomiast głębokość maksymalna 5,2 m.

## Hydronimia
Według urzędowego spisu opracowanego przez Komisję Nazw Miejscowości i Obiektów Fizjograficznych (KNMiOF) nazwa tego jeziora to Jezioro Leśne. W różnych publikacjach jezioro to występuje pod nazwą Rodran Duży.